# Idioma ramanos
El ramanos es una lengua extinta poco atestiguada de lo que ahora es Bolivia. Glottolog concluye que "la minúscula lista de palabras ... no muestra ningún parecido convincente con las lenguas circundantes".

## Léxico
Existe una breve lista de vocabulario de finales del siglo XVII, publicada por Palau y Saiz (1989):: 169 
| GLOSA     | Ramanos   |
| --------- | --------- |
| 'bueno'   | esumatá   |
| 'malo'    | emayio    |
| 'padre'   | tatá      |
| 'madre'   | naná      |
| 'hermano' | nochoine  |
| 'uno'     | eapurava  |
| 'dos'     | casevava  |
| 'tres'    | (quimisa) |
El número 'tres' podría ser un préstamo del quechua kimsa.